# Jost- und Antoniuskapelle (Alikon)

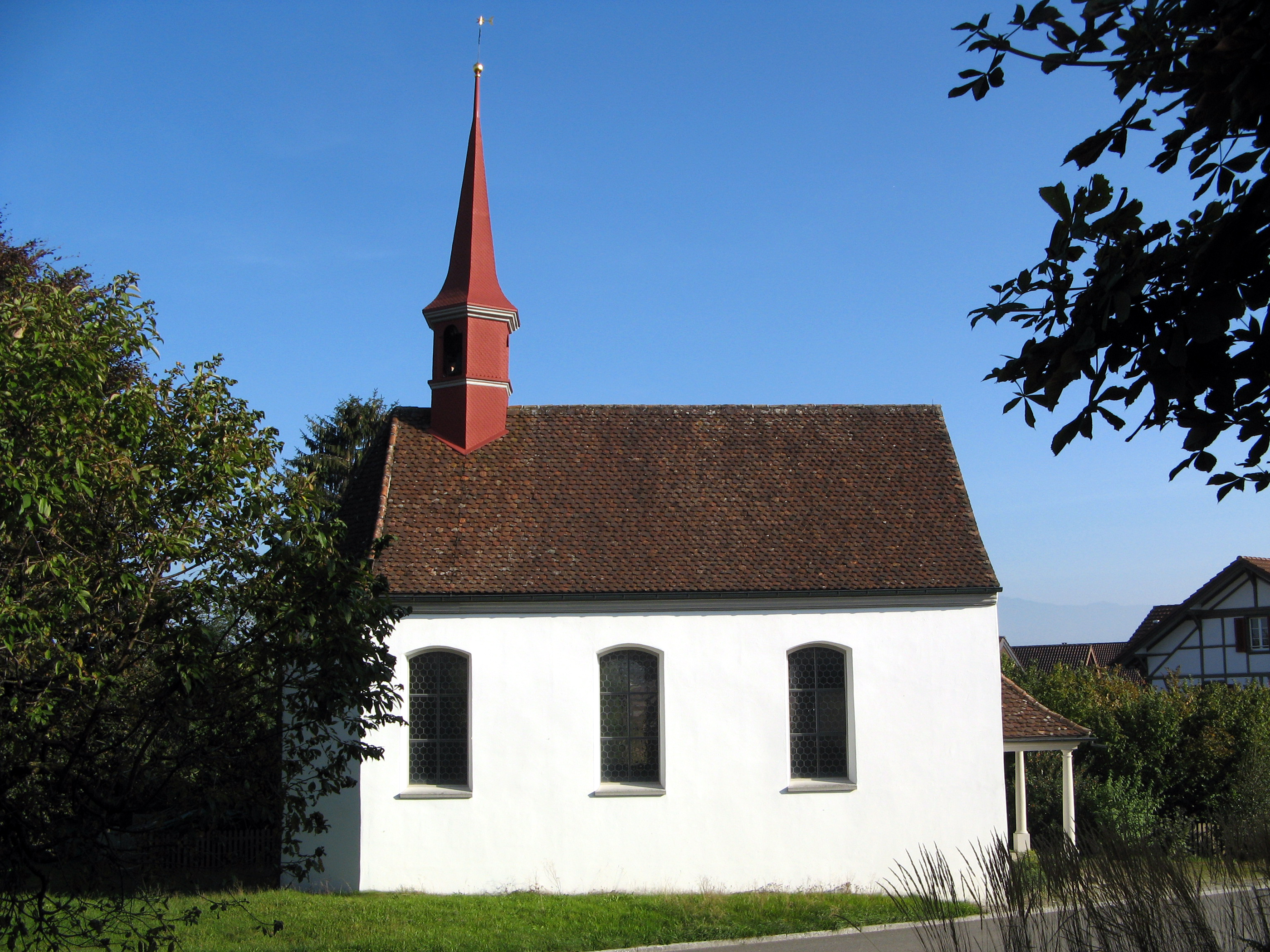
Jost- und Antoniuskapelle

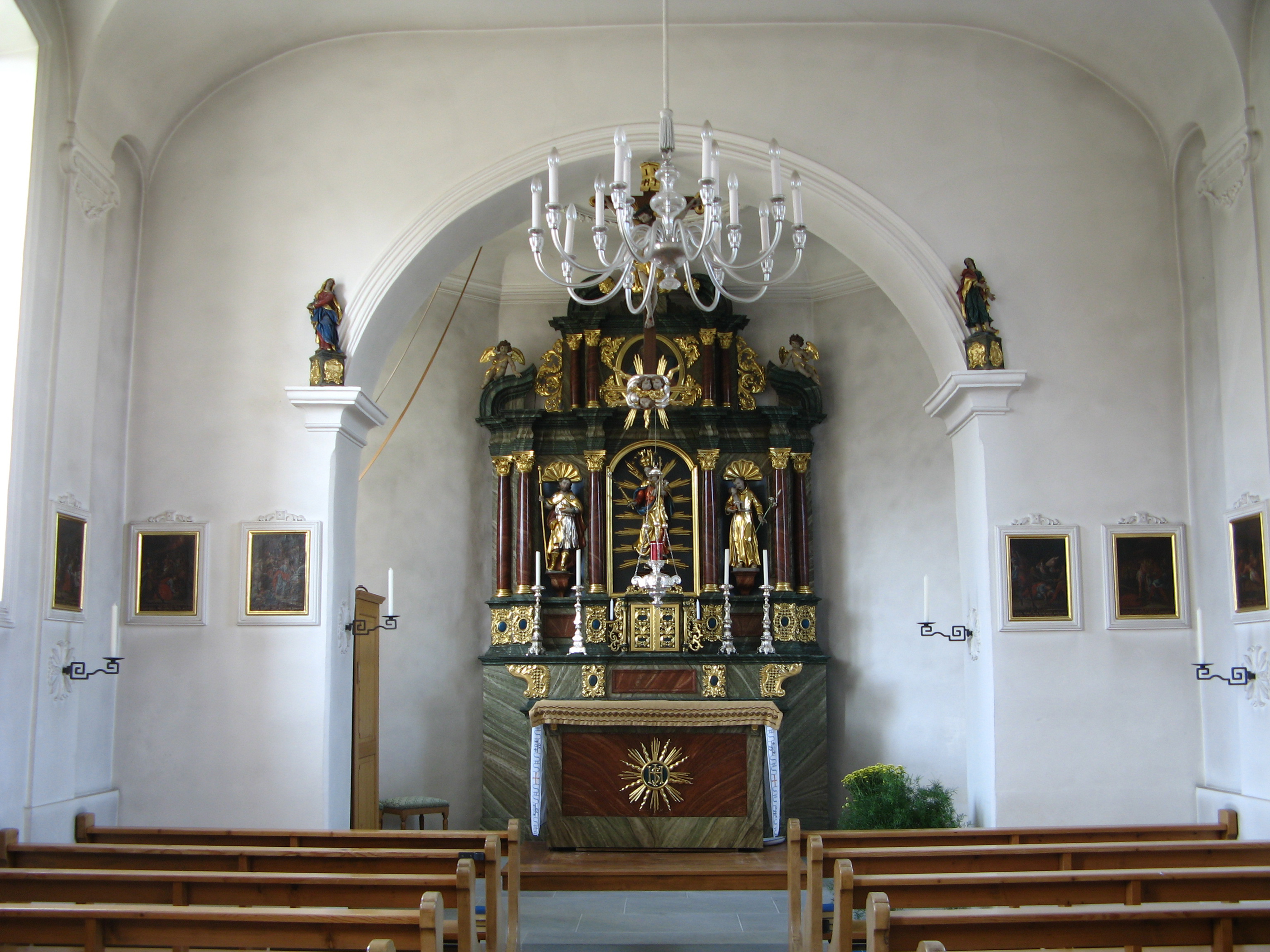
Innenansicht

Die Jost- und Antoniuskapelle ist eine römisch-katholische Kapelle in Alikon, einem zur Gemeinde Sins im Kanton Aargau gehörenden Dorf. Sie befindet sich an der Strasse nach Auw und steht unter Denkmalschutz.
1672 wurde erstmals eine Kapelle urkundlich erwähnt, als die Bewohner von Alikon die regierenden Orte der Eidgenossenschaft um die Anschaffung einer Glocke im Wert von 70 Gulden ersuchten. 1754 genehmigten der Landvogt und der Bischof von Konstanz den Neubau der Kapelle. Nachdem die Stadt Luzern Baumaterial zur Verfügung gestellt hatte, konnte sie 1756 eingeweiht werden. Renovationen erfolgten 1934 und 1985.
Die schlichte Kapelle ist ostwärts dreiseitig geschlossen, auf dem Satteldach erhebt sich ein sechseckiger Dachreiter mit Spitzhelm. Ein Walmdach auf toskanischen Säulen schützt das Portal, dessen Gewände mit Bandelwerk verziert sind. Ein stark eingezogener Chorbogen trennt den Chor vom Kirchenschiff, doppelte ionische Pilaster tragen die Deckenmulde. Auf jeder Seite schneiden drei Stichbogenfenster ins Gewölbe ein. Der hölzerne Altar ist teils marmoriert, teils vergoldet; er entstand um 1680/90 und war einst ein Seitenaltar in der Sinser Pfarrkirche Mariä Geburt.